# کروکستون (نبراسکا)
کروکستون(به انگلیسی: Crookston) شهری در ایالت نبراسکا کشور ایالات متحده آمریکا است که جمعیت آن در سرشماری سال ۲۰۱۰ میلادی، ۶۹ نفر بوده‌است.